# شاندلير غونزاليس
شاندلير غونزاليس هو لاعب كرة قدم ومدرب كرة قدم كوبي، ولد في يونيو 1973 في كوبا. شارك مع منتخب كوبا لكرة القدم.

## وصلات خارجية
- شاندلير غونزاليس على موقع قاعدة بيانات كرة القدم.إي يو (الإنجليزية)